# Крайний срок — на рассвете
«Крайний срок — на рассвете» (англ. Deadline at Dawn) — фильм нуар режиссёра Харольда Клёрмана, вышедший на экраны в 1946 году.
Сценарий фильма написал известный драматург Клиффорд Одетс по одноимённому роману 1944 года популярного автора крутых криминальных романов Корнелла Вулрича, который он выпустил под псевдонимом Уильям Айриш. Фильм стал единственной совместной киноработой двух ведущих фигур бродвейской театральной сцены и нью-йоркского театра Group — режиссёра Харольда Клёрмана и драматурга Клиффорда Одетса.
Действие фильма происходит на улицах ночного Нью-Йорка, где молодой моряк должен до утра найти убийцу женщины, чтобы снять подозрения с себя и своевременно явиться на службу. В расследовании ему помогает проникшаяся в нему симпатией, остроумная платная партнёрша по танцам из ночного дансинга. «Оставшаяся часть фильма рассказывает о попытках их двоих найти ключи к разгадке, по ходу дела вовлекая в дело гангстера, таксиста, небогатого театрального продюсера, слепого пианиста и парочку неверных жён».
Фильм имеет немало сходств с другой картиной, поставленной по роману Вулрича — «Чёрный ангел» (1946), в котором также убивают шантажистку, мужем которой является пианист, один из главных героев переживает амнезию на почве пьянства, а убийцей оказывается один из участвующих в расследовании симпатичных персонажей. Шантаж является важным сюжетным элементом многих фильмов нуар, среди них «Письмо» (1940), «Женщина в окне» (1944), «Это убийство, моя милочка» (1944), «Глубокий сон» (1946), «Странная любовь Марты Айверс» (1946), «Слишком поздно для слёз» (1949) и «Большой нож» (1955). Среди фильмов нуар, сюжет которых построен вокруг провала в памяти у героя, можно назвать «Заворожённый» (1945), «Синий георгин» (1946), «Где-то в ночи» (1946), «Шок» (1946), «Страх в ночи» (1947), «Одержимая» (1947), «Удар» (1949) и многие другие.
Хотя действие фильма происходит на Манхеттене, он был полностью снят в студийных павильонах.

## Сюжет
Действие фильма происходит в Нью-Йорке в течение нескольких часов одной ночи. Вечером слепой пианист Слипи Парсонс (Марвин Миллер), в концертном костюме с белой гвоздикой в петлице, приходит домой к своей бывшей жене Эдне Бартелли (Лола Лэйн) за деньгами, которая она ему обещала. Эдна, дама не первой свежести, которая любит выпить и погулять, достаёт сумочку, где должны лежать 1400 долларов, которые она сегодня получила, но их там нет. Он предполагает, что их забрал моряк, который заходил сегодня вечером. Тем же вечером молодой наивный моряк Алекс Уинкли (Билл Уильямс) просыпается около уличного киоска в состоянии глубокого похмелья, обнаруживая у себя в кармане 1400 долларов. Из-за провала в памяти он не может вспомнить, откуда и по какой причине у него оказались эти деньги. Ещё не полностью придя в себя, Алекс заходит в ночной танцевальный зал, где покупает билеты на танцы с платной партнёршей на всю ночь. Его партнёршей оказывается усталая от надоевшей ей работы, но остроумная и крепко стоящая на ногах Джун Готт (Сьюзен Хейворд), которая проникается симпатией к Алексу, напоминающему ей брата, который также служит в армии. Джун приглашает Алекса к себе домой поужинать и скоротать время. Алекс рассказывает ей, что получил увольнение на 24 часа, чтобы посетить своего отца. Узнав, что отец уехал в командировку, Алекс приехал в Нью-Йорк, чтобы пересесть на утренний 6-часовой автобус, идущий к месту его службы на военно-морскую базу в Норфолк, штат Виргиния. Эти слова волнуют Джун, которая родилась в Норфолке. Она просит передать привет её родителям, в ответ Алекс предлагает ей обнаружившиеся у него деньги, чтобы она могла съездить домой и порадовать свою мать. На вопрос, откуда у него такая большая сумма, Алекс вспоминает, что, вероятно, взял их у женщины по имени Эдна, с которой он познакомился этим вечером в итальянском ресторане. Эдна напоила Алекса и вовлекла в карточную игру с участием своего брата, шулера и мелкого гангстера Вэла Бартелли (Джозеф Каллея), которому Алекс проиграл все свои деньги. Затем Эдна привела Алекса к себе домой, чтобы он починил ей радио. Закончив работу, Алекс потребовал от неё деньги, но выпив ещё немного, он впал в беспамятство, очнувшись только час спустя около уличного киоска с 1400 долларами в кармане. Алекс подозревает, что потеряв память, он вытащил 1400 долларов из кошелька Эдны. Мучающийся виной Алекс уговаривает Джун пойти вместе с ним в квартиру Эдны, чтобы вернуть ей деньги. Зайдя в квартиру, они обнаруживают в гостиной тело задушенной Эдны. Алекс предполагает, что в состоянии беспамятства мог её убить, и убеждён, что именно так решит полиция. Однако Джун пытается убедить Алекса в его невиновности и предлагает оставить всё, как есть и просто уехать. Алекс отвечает, что брат Эдны видел его и знает его имя, так что полиция найдёт его очень быстро. Он уговаривает Джун не вызывать полицию, а попытаться вдвоём найти убийцу, на что она, всё более проникаясь симпатией к моряку, соглашается. Время 2 часа ночи, и у них остаётся 4 часа, чтобы найти убийцу. Джун предлагает начать думать как убийца, чтобы вычислить, куда он мог пойти. В забегаловке на ближайшем перекрёстке Джун узнаёт, что час назад туда заходила хромая красивая блондинка, которая быстро ушла, так и не притронувшись к заказанной газировке. Выдав себя за её сестру, Джун берёт на ближайшей остановке такси, которое отвозило блондинку, и просит водителя отвезти её по тому же адресу. Тем временем Алекс на другом такси бросается в погоню за взволнованным мужчиной, выходящим из дома с большим коробом в руках. После непродолжительной погони выясняется, что мужчина просто торопился доставить свою больную кошку к ветеринару. Приехав по указанному адресу и зайдя в дом, Джун вычисляет квартиру, где живёт блондинка, которую, как выясняется, зовут Хелен Робинсон (Оса Массен). Хелен в этот момент ссорится со своим мужем Джерри, взаимно обвиняя друг друга в том, что каждый из них неизвестно откуда вернулся сегодня домой так поздно ночью. Оставшись наедине с Джун, Хелен сначала утверждает, что не была в квартире Эдны, однако когда Джун говорит, что у неё есть свидетель, неохотно признаёт, что была там, однако отрицает какую-либо связь с убийством. Она говорит, что просто встречалась с мужчиной на вечеринке в соседнем доме и ничего не знает об убийстве и просит ничего не рассказывать мужу. Джун уходит, заключив, что Хелен действительно ничего не знает об убийстве Эдны, однако сразу после её ухода Хелен говорит мужу, что Эдну убили, спрашивая его, где он был до часу ночи. Джун и Алекс возвращаются в квартиру Эдны ни с чем. Вскоре к ним заходит и симпатичный пожилой таксист Гас Хоффман (Пол Лукас), который вёз Алекса. Он говорит, что видит, что они оказались в беде, и хотел бы им помочь. НЕ в состоянии долго скрывать правду, Джун говорит Гасу, что они обнаружили в квартире тело убитой хозяйки и пытаются найти убийцу. Втроём они обыскивают квартиру Эдны в поисках разгадки преступления. В конце концов, Гас находит пачку любовных писем, которые Эдна использовала с целью шантажа. Гас не хочет, чтобы Алекс, невинный парень, пострадал и предлагает ему уйти, сесть на автобус и уехать. Но Джун настаивает на том, что они должны снять с Алекса все подозрения в отношении его причастности к убийству. Она предлагает выяснить всё, что можно, используя как ключ найденный в пачке писем неоплаченный чек на 1000 долларов, выписанный Лестером Брэйди. В этот момент в квартиру заходит красивая женщина, Нэн Ричмонд (Констанс Уорт). Увидев, что Эдны нет дома, она забирает из тумбочки письма и торопится уйти. Гас включает свет и отбирает у неё письма. Тогда она достаёт из сумочки пистолет и выбегает из квартиры. Алекс звонит Лестеру Брэйди (Джером Кауэн) и договаривается с ним о встрече. Вскоре к Лестеру приезжает Нэн, и становится ясно, что они были любовниками, а Эдна шантажировала Нэн компрометирующими её письмами. Нэн сообщает Лестеру, что Эдна убита, после чего тот срочно звонит Вэлу Бартелли. Гас показывает Джун компрометирующие письма и говорит, что на всякий случай пошлёт их почтой на адрес своего гаража. Затем они решают выяснить, кто постоянно наблюдает с улицы за окнами квартиры Эдны. Они выезжают на такси Гаса в город, заставляя наблюдающего за окнами мужчину бросится за ними в погоню. После непродолжительных гонок по улицам города, они останавливаются в переулке и тормозят машину их преследователя. Им оказывается один из поклонников Джун, который постоянно приглашает её танцевать в ночном танц-холле. Вэл приезжает к Лестеру. Выясняется, что он вложил крупные средства в бродвейское шоу, продюсером которого является Лестер. Муж Нэн при этом также является крупным инвестором этого шоу, и если он узнает о романе Лестера и Нэн, то шоу обанкротится. Лестер также говорит, что Эдна шантажировала Нэн её письмами к Лестеру. Вэл отвечает, что ему известно о том, что Лестер пытался выкупить эти письма у Эдны с помощью фальшивого чека. В конце концов, Лестер говорит Вэлу, что Эдна убита. Когда ничего не подозревающий Алекс приезжает к Лестеру, Вэл бьёт его, обвиняя в убийстве сестры, а затем после уговоров соглашается поехать с ним на квартиру Эдны, чтобы забрать письма. Там Вэл, который не в состоянии сдержать ярость, начинает снова избивать Алекса и даже пытается застрелить его, но вернувшийся Гас останавливает Вэла и Лестера и отбирает у них оружие. Затем Гас говорит, что Алекс не виновен, а компрометирующие письма Эдны он спрятал в надёжном месте. Гас убеждает Вэла помочь найти убийцу, и, в частности, подсказать, кто мог приходить этим вечером к его сестре с белой гвоздикой в петлице. Вэл догадывается, что это Слипи Парсонс, и ведёт всех в ночной ресторан, где тот работает пианистом. Когда вся компания уезжает в ночной клуб, один из пьяных дружков Эдны, футболист Бейб Дули, заходит в её квартиру, обнаруживает труп и вызывает полицию. Тем временем в ночном клубе Джун, которая воспользовалась духами Эдны, подходит вплотную к Слипи, чтобы проверить его реакцию. Почувствовав запах духов, Слипи приходит в нервное состояние и быстро скрывается в комнате отдыха. Для Вэла это становится знаком того, что Слипи убил Эдну. Он следует за Слипи, догоняет и хочет избить его, однако Гас просит Вэла остановиться и отпустить музыканта. Однако страдающий больным сердцем Слипи от волнения падает и теряет сознание. Подоспевший полицейский констатирует смерть Слипи от сердечного приступа. Находившиеся в ресторане полицейские задерживают всю группу и в 5:45 доставляют её в участок. Детективы отдела убийств обсуждают между собой каждого из задержанной компании. Хотя у многих был либо мотив, либо возможность совершить убийство, но у многих есть алиби. В итоге детективы склоняются к версии, что убийцей был всё-таки Алекс. Двое детективов оставляют в комнате одного Алекса и начинают допрашивать его с пристрастием. Во время допроса Алекс признаётся в том, что во время пребывания в квартире Эдны он сильно перепил и некоторое время был невменяемым, так что ничего не помнит. Он очнулся только час спустя на улице с большой суммой денег в кармане. Алекс допускает возможность, что в невменяемом состоянии он мог убить Эдну и забрать деньги. Однако в этот момент неожиданно поступает информация, что на допрос к другому детективу пришёл Джерри, муж Хелен Робинсон, и сознался в убийстве Эдны. Полиция быстро дезавуирует его признание, так как Джерри не может привести никаких подробностей совершения преступления, и кроме того, как выясняется, просто пытается выгородить свою жену, которая, как он подозревает, убила Эдну из ревности. Тогда детектив обвиняет Хелен, которая действительно знала некоторые подробности убийства. В этот момент в кабинет входит Гас и говорит, что Хелен его дочь, и убийство совершил он, пытаясь прекратить преследование Джерри со стороны Эдны, которая путём шантажа заставляла его продолжать их романтические отношения и тем самым угрожала браку Хелен, у которой недавно родился ребёнок. Сама же Хелен просто была случайной свидетельницей преступления. Гаса задерживает полиция, всех остальных выпускают из участка. Алекс и Джун садятся в такси, чтобы успеть на автовокзал и вместе отбыть в Норфолк.

## В ролях
- Сьюзен Хейворд — Джун Гот
- Пол Лукас — Гас Хоффман
- Билл Уильямс — Алекс Уинкли
- Джозеф Каллея — Вэл Бартелли
- Оса Массен — Хелен Робинсон
- Лола Лейн — Эдна Бартелли
- Джером Кауэн — Лестер Брэйди
- Марвин Миллер — Слипи Парсонс
- Стивен Герей — Эдвард Хорник
- Джо Сойер — Бейб Дули
- Констанс Уорт — Нэн Реймонд
- Джозеф Крехан — лейтенант Кейн

В титрах не указаны
- Джон Эллиотт — спящий мужчина
- Билли Блэтчер — официант

## Создатели фильма и исполнители главных ролей
Режиссёр Харольд Клёрман в 1931 году был одним из основателей знаменитого нью-йоркского театра Group, в котором проработал в качестве режиссёра до 1941 года, после чего продолжал работать режиссёром на Бродвее вплоть до 1966 года, поставив в общей сложности более 40 спектаклей. В качестве театрального режиссёра в 1950-е годы он был дважды номинирован на премию Тони. «Крайний срок — на рассвете» является единственной режиссёрской работой Клёрмана в кино.
Сценарий написал известный драматург Клиффорд Одетс по роману популярного автора нуаровых романов Корнелла Вулрича. Клиффорд Одетс, как и Клёрман был одним из основателей Театра Группа, начав работать в Голливуде в 1936 году. Он был автором или соавтором сценариев таких известных нуаровых фильмов, как «Стычка в ночи» (1952), «Большой нож» (1955) и «Сладкий запах успеха» (1957). По произведениям писателя Корнелла Вулрича поставлены такие фильмы нуар, как «Леди-призрак» (1944), «Чёрный ангел» (1946), «Погоня» (1946), «У ночи тысяча глаз» (1948), «Окно» (1949), «Не её мужчина» (1950), «Окно во двор» (1954) и другие.
Актриса Сьюзен Хейворд завоевала Оскар за главную роль в нуаровой драме «Я хочу жить!» (1958) и ещё четырежды была номинирована на Оскары за роли в фильмах «Катастрофа: История женщины» (1947), «Моё глупое сердце» (1949), «С песней в моём сердце» (1952) и «Я буду плакать завтра» (1955). Наиболее заметными работами Хейворд в жанре нуар стали также «Удивительный доктор Кайттерхаус» (1938), «Среди живущих» (1941), «Они мне не поверят» (1947) и «Дом незнакомцев» (1949). Как пишет критик Пол Татара, "«Крайний срок — на рассвете» стал «последней картиной Хейворд для студии „Парамаунт“, где она была крайне несчастна, и „Юнивёрсал“ быстро подписал с ней более выгодный контракт. Вскоре после этого её карьера стремительно взлетела вверх». Он отмечает, что "Хейворд не была тёплым человеком, и за одним значимым исключением, между ней и её коллегами не было никакой симпатии,… что только усилилось с повышением её положения на студии «Парамаунт». Роберт Престон, который снялся с ней в трёх фильмах, однажды заявил в интервью: «Всё, что я могу сказать о Сьюзен, печатать нельзя». Кроме того, Хейворд отличалась от «многих других актрис тем, что руководители студий не могли указывать ей, что одевать, с кем встречаться или какую вечеринку посетить, и — что было довольно скандально для того времени — она не разрешала журналам фотографировать её детей». Татара считает, что «эта глубоко укоренённая подозрительность к другим людям выросла у Хейворд из детства, когда её открыто не любила её собственная мать. Хейворд настолько боялась быть обманутой или отвергнутой, что даже посещала специальные терапевтические сеансы, чтобы избавиться от этого страха. Болезненные воспоминания о своём детстве почти наверняка были тем двигателем, который вёл её самые жгучие и резкие роли». Вместе с тем, как указывает Татара, «она удачно ладила со своим партнёром по этому фильму Биллом Уильямсом», который описывал её совсем по-другому, чем большинство знавших её людей: «Она была чертовски сильной актрисой и очень милым человеком», — говорил Уильямс.
В 1944 году Пол Лукас был удостоен Оскара за лучшее исполнение главной роли в драме «Дозор на Рейне» (1943). К числу наиболее заметных картин с участием Лукаса относятся также нуаровая драма «Городские улицы» (1931), драма «Додсворт» (1936), комедийный детектив «Леди исчезает» (1938), фильмы нуар «Рискованный эксперимент» (1944), «Криминальный город» (1947) и «Берлинский экспресс» (1948). На протяжении своей актёрской карьеры, продолжавшейся с 1944 по 1981 год, Билл Уильямс играл либо роли второго плана, либо снимался в телефильмах и телесериалах. Роль в фильме «Крайний срок — на рассвете» стала его первой крупной ролью в кино.

## Оценка фильма критикой

### Общая оценка фильма
Несмотря на признанных театральных мастеров у руля картины и сильный актёрский состав, фильм во многом разочаровал критиков, отметивших его невнятный, необоснованно запутанный сюжет, который к тому же не всегда убедителен, а также чрезмерную претенциозность актёрского текста.
Так, журнал Variety пришёл к заключению, что «комбинация драматурга Клиффорда Одетса и режиссёра Харольда Клёрмана, двух верных столпов нью-йоркского Театра Группа, должна была бы произвести более убедительную мелодраму с убийством на Манхэттане, чем эта», назвав фильм «обычным детективом… с претензией на художественность», которая однако проявляется лишь в «фальшивости отдельных эпизодов как самой истории, так и актёрского текста». Положительно оценивший картину Босли Кроутер указал в «Нью-Йорк таймс», что Одетс «в сценарии этой живой маленькой запутанной истории… собрал большое число ярких событий из романа Уильяма Айриша (псевдоним Корнелла Вулрича), осчастливив их кое-какими острыми репликами. А Харольд Клёрман поставил фильм с хорошим настроем и динамикой так, что всё крутится в нём быстро и хорошо». По информации журнала «TimeOut», Клёрман впоследствии характеризовал свою картину «как „заурядный фильм РКО“», однако журнал считает, что «сделан он с абсурдным артистизмом от начала и до конца, и его нельзя пропустить».
Современные критики также настроены к картине достаточно критично. Крейг Батлер отмечает, что «фильм хочет предстать блистательно хорошим детективом, но, к сожалению, постоянно проваливается по причине чрезмерных претензий на художественность». Назвав фильм «странным психологическим триллером, который отличается цветастым диалогом и неразборчивой историей», Деннис Шварц далее отметил: «Хотя фильм и доставляет удовольствие такими своими достоинствами как искажённая мизансцена, любовь к нью-йоркским уличным персонажам и неуместная болтовня, это не искусство, а заурядный фильм нуар». Далее Шварц отмечает, что тем не менее, «он нашёл больше того, что ему понравилось, чем не понравилось, и особенно его порадовало то, как развивается детективная история». Татара резюмирует: «Даже несмотря на свои недостатки, фильм… пользовался большим успехом» у публики.

### Характеристика фильма
Характеризуя фильм, Кроутер пишет, что «первой существенной чертой первоклассного детектива является то, что рассказывая свою загадочную историю, он захватывает и увлекает аудиторию. И чем дольше он заставляет аудиторию гадать, тем более интригующим детектив в итоге получается. Этим двум условиям данный триллер студии РКО удовлетворяет в высшей степени». Однако, по словам Кроутера, «второй существенной частью первоклассного детективного фильма является логика истории, и в данном случае бросается в глаза её отсутствие как раз в те моменты, когда она особенно нужна». В частности, Кроутер пишет: «Не удивительно, что трудно угадать, кто является убийцей, поскольку по ходу фильма не возникает никаких оснований подозревать этого человека. И потому торопливое раскрытие его личности в финале однозначно становится разочаровывающим моментом».
Variety обращает внимание на то, что «речь персонажей, особенно доверчивого моряка, который говорит на книжном английском языке, как будто позаимствованным у Шекспира, и едва ли прозвучит правдиво». Батлер считает, что «основополагающая завязка рассказа Вулрича содержит несколько великолепных моментов, и по ходу повествования становится ясно, что будь режиссёром Говард Хоукс, а сценаристом — кто-то, хорошо владеющий мастерством сочинения остроумных стремительных реплик, фильм мог бы стать стильной маленькой нуаровой штучкой». Пол Татара пишет, что ожидал, что «этот крутой детектив с убийством по сценарию Одетса, получится столь странным». По словам Татары, «он битком набит фирменным искусственным диалогом Одетса, Хейворд как на бульдозере пробивает свой путь сквозь каждую сцену, а повествование содержит настолько много сложных сюжетных поворотов, что невозможно понять, что происходит». Вместе с тем, Татара называет картину «забавным путешествием в никуда», которое приходит к «маловероятному и слишком оптимистичному финалу».

### Характеристика работы творческой группы
Современные рецензенты критически восприняли режиссуру Клёрмана и сценарий Одетса, но высоко оценили операторскую работу Музураки. Батлер считает, что «к сожалению, с Клёрманом в кресле режиссёра и Одетсом в качестве поставщика диалогов зритель получает сырой, невнятный и претенциозный результат, который очень далёк от изначального материала (Вулрича)». Батлер отмечает, что «Одетс есть Одетс, и, конечно, реплики персонажей колоритны, и временами красивы и поэтичны. Однако значительно чаще они слишком раздражающе искусственны, и в конце концов возникает желание, чтобы персонажи прекратили пытаться поразить всех своим лексиконом и своими идеями и просто начали говорить нормально, чтобы дать возможность истории идти своим ходом». Шварца в сценарии Одетса более всего раздражает его снисходительный тон "по отношению к обычным ньюйоркцам и «извержение ими жеманного философского лепета». С другой стороны, он отметил, что «оператор Ник Мусурака отлично работает, создавая атмосферическую сцену угнетённых и несчастных душ Нью-Йорка, которые блуждают по его тёмным улицам».

### Характеристика актёрской игры
Игра актёров получила преимущественно положительные оценки критики. Если «Variety» считает, что «актёрская игра неровного качества», то Кроутера она «полностью захватывает». По его мнению, «Билл Уильямс показывает себя с выигрышной стороны в роли моряка, Сьюзен Хейворд воодушевляет в качестве ночной моли, которая ему помогает, а… игра Лукаса в роли философа городских улиц является центром гравитации картины, она сделана с юмором, стойкостью и теплотой. Каллея, Лэйн и Коуэн великолепны в ролях ночных креатур крутого жанра».
Батлер также считает, что «хороший актёрский состав многом помогает картине, и все актёры достойны похвалы. Но первой среди равных является Сьюзен Хейворд, на которую всегда можно положиться, что она обеспечит мощную игру и сияние, даже если от произносимого ей текста порой бросает в дрожь». Татара полагает, что «наилучшим образом работу Хейворд можно описать как могучую, ведь даже когда она плачет, её игра не становится нежной и тонкой».